# Romance de Paris
ミュージカル・プレイ『Romance de Paris』（ロマンス・ド・パリ）は、正塚晴彦作・演出による宝塚歌劇団の芝居の演目。宝塚・東京は14場。
- 2003年、雪組により『レ・コラージュ[1]』（三木章雄作・演出）と二本立てで上演された。
- 主演は朝海ひかる、舞風りら。特別出演に当時、専科所属の樹里咲穂。
- 宝塚大劇場、東京宝塚劇場で上演後、2004年に一部キャストを変更して中日劇場で続演された。
- 中日劇場公演では、宝塚歌劇90周年記念の一環として星組公演に特別出演する貴城けいに替わって、当時、宙組の水夏希が特別出演した。

専科（当時）の未沙のえるも出演し、会長、国王、通行人と多数の役をこなした。

## 概要
「ローマの休日」を髣髴させる、身分違いの恋を描くストーリー。正塚独特の人海戦術、盆とせり、またそれにあわせた音楽が多用された舞台演出も特徴。
背後に小国のクーデターが絡むあらすじとなっているが、実際にクーデターの場面は登場せず、出演者の台詞の中だけで起こる。

## 上演期間
- 2003年8月22日-9月29日[2]（新人公演：9月9日[3]）　宝塚大劇場[4][5]
- 2003年11月8日-12月23日[2](新人公演：11月18日[3]）　東京宝塚劇場[6][7]
- 2004年1月31日-2月19日　中日劇場[8]

## スタッフ（宝塚・東京）
※氏名の後ろに「宝塚」、「東京」の文字がなければ両劇場共通。
- 作・演出：正塚晴彦[1]
- 作曲・編曲：高橋城[4]、鞍富真一[4]
- 編曲：青木朝子[4]
- 音楽指揮：佐々田愛一郎（宝塚）[4]、伊澤一郎（東京）[6]
- 振付[4]：伊賀裕子、平沢智
- 装置：大橋泰弘[4]
- 衣装：任田幾英[4]
- 照明：勝柴次朗[4]
- 音響：加門清邦[4]
- 小道具：伊集院撤也[4]
- 効果：木多美生[4]
- 演出助手：大野拓史[4]
- 音楽助手：太田健[4]
- 装置補：新宮有紀[4]
- 衣装補：河底美由紀[4]
- 舞台進行：田中秀和[4]
- 舞台美術製作：株式会社 宝塚舞台[4]
- 演奏：宝塚歌劇オーケストラ（宝塚）[4]
- 演奏コーディネート：株式会社内藤音楽事務所（東京）[6]
- 衣装生地提供：日東紡績 株式会社[4]
- 制作：樫原幸英[4]
- 演出担当（新人公演）：大野拓史[1]

## 主な登場人物
- ヴァンサン・シュバリエ … クラブアラベスクのオーナー。
- ナディア・ジャミーラ … パリに留学中の小国の王女。
- ラシッド・サラム … ファデル将軍つきの武官。
- ムジャヒド・ナセル … 領事館付き広報官。
- バンジャマン・ルルーシュ … クラブアラベスクの支配人。
- ディディエ … 石油会社アラカト社の社長、ヴァンサンの義理の兄。
- ディミトリ … クラブアラベスクの店員兼ダンサー。
- パトリシア … ヴァンサンの異母姉、ディディエの妻。
- アッバス国王 … ナディアの父。
- 王妃 … ナディアの母。
- シルヴァン … アラカト社会長でヴァンサンの父。
- ガブリエル・ルルーシュ … バンジャマンの妻、クラブアラベスクの店員。
- ファデル将軍 … アッバス国王に敵対する軍人。
- アティファ … ナディア王女付きの女官。
- ラファエル … カメラマン、バンジャマンの甥。
- アドリーヌ … ヴァンサンのガールフレンド。
- ヤニック … アラカト社の弁護士。
- イブラヒム … ラシッドの部下。
- ハイファ … クラブアラベスクの店員兼ダンサー。
- ハミド … ラシッドの部下。
- コレット … ヴァンサンのガールフレンド。

## 配役
「（　）」は新人公演、「 ／ 」は中日劇場での変更（右側の配役）。
- ヴァンサン・シュバリエ … 朝海ひかる（音月桂[4]）
- ナディア・ジャミーラ … 舞風りら（白羽ゆり[4]）
- ラシッド・サラム … 樹里咲穂（聖れい[4]）
- ムジャヒド・ナセル … 貴城けい[4]（凰稀かなめ[4]）／水夏希
- バンジャマン・ルルーシュ … 未来優希（牧勢海[4]）
- ディディエ … 壮一帆[4]（天勢いづる[4]）／音月桂
- ディミトリ … 音月桂[4]（沙央くらま[4]）／緒月遠麻
- パトリシア … 白羽ゆり（山科愛[4]）
- アッバス国王 … 飛鳥裕（安城志紀）／未沙のえる
- 王妃 … 灯奈美（夢園麻衣）
- シルヴァン … 天希かおり（奏乃はると）／未沙のえる
- ガブリエル・ルルーシュ … 有沙美帆（麻樹ゆめみ）／澪うらら
- ファデル将軍 … 悠なお輝（沢音和希）
- アティファ … 愛耀子（澪うらら）
- ラファエル … 麻愛めぐる（貴船尚）／沙央くらま
- アドリーヌ … 澪うらら（舞咲りん）／夢園麻衣
- ヤニック … 天勢いづる（緒月遠麻）／安城志紀
- イブラヒム … 凰稀かなめ（真波そら）
- ハイファ … 麻倉ももこ（早花まこ）
- ハミド … 緒月遠麻（宙輝れいか）／宙輝れいか
- コレット … 晴華みどり（涼花リサ）／神麗華

## 物語
20世紀初頭のパリ。石油会社アラカト社会長の愛人の子供であるヴァンサン（朝海ひかる）は、一見クールな遊び人を装っているが内面は情熱を秘めた若者。愛人の子供であるが故に会社の経営に参画することはなく、クラブのオーナーを勤めながらも適当な日々を送っていた。
ある日、パリに留学中で、本国の武官ラシッド（樹里咲穂）に追われている小国の王女ナディア（舞風りら）を助ける。ナディアは本国で起きたクーデターのため身の危険に晒されており、そのクーデターの裏に義理の兄であり現在アラカト社の実権を握るディディエ（壮一帆）の思惑が潜んでいることに気づいたヴァンサンは、ナディア、領事館付き広報官ムジャヒド（貴城けい）と共にクーデターを阻止することを決意。
お互いに協力していくうちにヴァンサンとナディアの間には恋心が芽生えていく。しかしお互いの立場をよく理解している二人の身分違いの恋には切ない結末が……。

## 主な劇中歌
主な劇中歌は全て作詞：正塚晴彦、作曲：高橋城。他の作曲家には鞍富真一、青木朝子。
- 「綴れ織り」
プロローグの幻想の場面のラストに物語の主要人物の掛け合いによって歌われる。
- 「憂いのように時は流れる～レクイエム～」
ヴァンサンが父シルヴァン氏の死を悼んで歌う曲。
- 「微熱」
ヴァンサンとナディアがそれぞれの心の葛藤を歌い上げる。
- 「理想の果てに～光を遮る影　影に射す光～」
出演者が胸に抱く理想を掛け合いで歌いコーラスに発展する物語の中詰の曲。
- 「ロマンス・ド・パリ」
主題歌。ヴァンサンとナディアの別れのデュエットソング。
- 「風のように」
ヴァンサンの人物像、心境を表現した曲。物語のラストを飾る。